# Birken-Eichenwald bei Sangenstedt

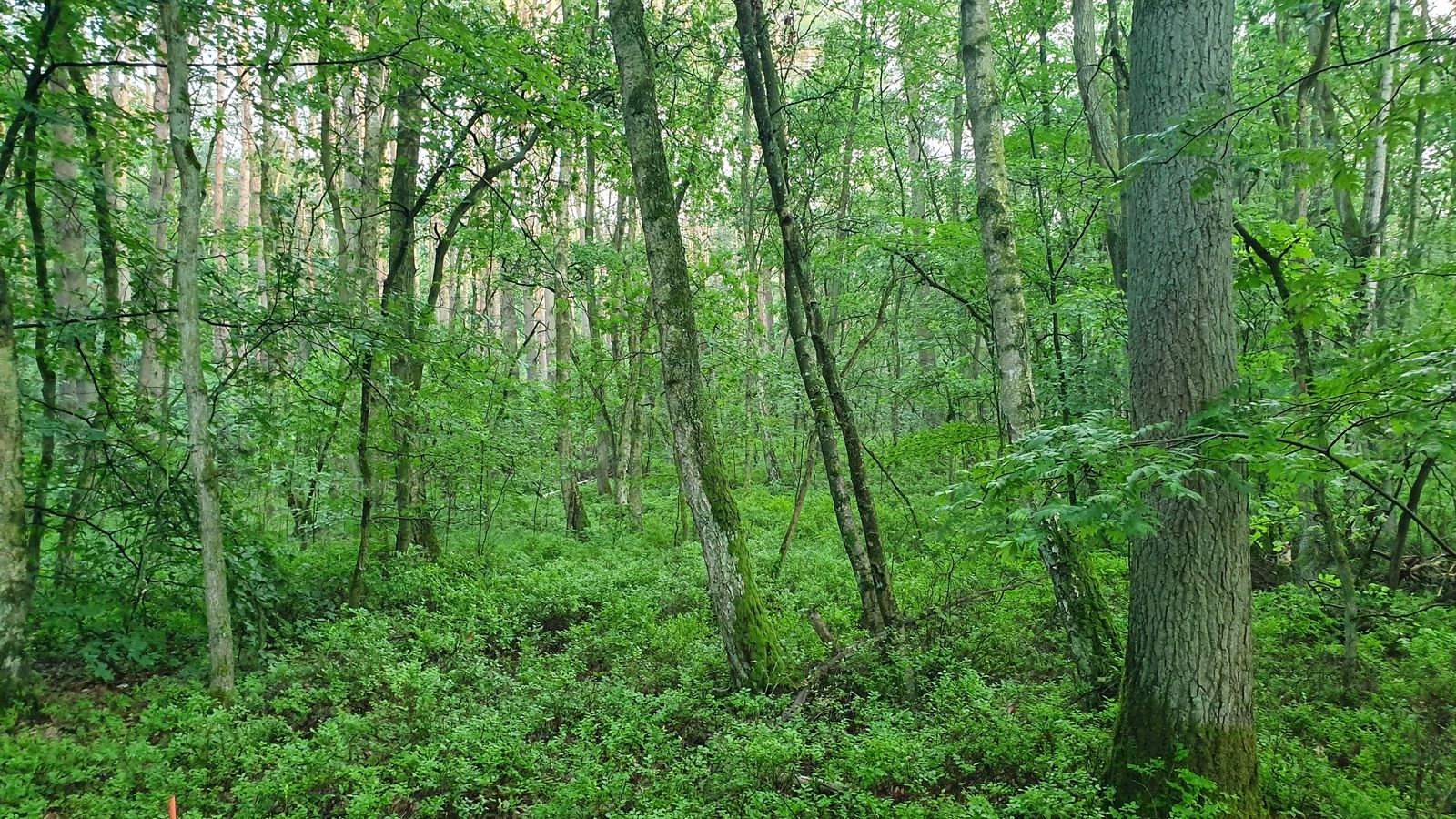
Birken-Eichenwald bei Sangenstedt

Der Birken-Eichenwald bei Sangenstedt ist ein Naturschutzgebiet in der niedersächsischen Stadt Winsen (Luhe) im Landkreis Harburg.

## Allgemeines
Das Naturschutzgebiet mit dem Kennzeichen NSG LÜ 350 ist circa 37 Hektar groß. Es ist nahezu deckungsgleich mit dem 36,07 Hektar großen, gleichnamigen FFH-Gebiet. Das Gebiet steht seit dem 1. März 2019 unter Naturschutz. Zuständige untere Naturschutzbehörde ist der Landkreis Harburg.

## Beschreibung
Das Naturschutzgebiet liegt direkt nördlich der Kreisstraße 87 zwischen den Winsener Ortsteilen Borstel und Sangenstedt. Es stellt einen naturnahen Eichenmischwald auf trockenen bis feuchten Sandböden am Rand der Geest im Übergangsbereich zur Elbmarsch unter Schutz. Der als Birken-Eichenwald ausgeprägte Wald ist durch einen hohen Eichenanteil mit Stieleiche als dominierende Baumart gekennzeichnet. Nadelholzbestände aus Kiefer und kleinflächig auch Fichte sind nur stellenweise zu finden. Im Norden ragt ein Bereich mit extensiv genutztem Feuchtgrünland in den Wald hinein.
Das Gebiet ist Lebensraum u. a. für Rotmilan, Mittelspecht, die Fledermäuse Fransenfledermaus und Kleiner Abendsegler sowie Reptilien wie die Waldeidechse. Die in den Wald hineinreichende Grünlandfläche hat eine hohe Bedeutung für die Artenvielfalt im Gebiet.
Durch das Naturschutzgebiet verlaufen einzelne Wege, von denen aus es erlebt werden kann. Das Naturschutzgebiet ist nach drei Seiten überwiegend von landwirtschaftlichen Nutzflächen umgeben. Nach Süden grenzt es an die Kreisstraße 87, an die sich wiederum weitere Waldflächen anschließen. Im Südwesten grenzt es außerdem an einen Friedhof und die Ortslage von Borstel.